# Käldänge
Käldänge är ett naturreservat i Etelhems socken i Region Gotland på Gotland.
Området är naturskyddat sedan 1996 och är 6 hektar stort. Reservatet består av ett blött änge, som på våren till del står under vatten och då blir ett lövkärr. 